# Hokej na trawie na Igrzyskach Pacyfiku 2007
Wyniki turnieju w hokeju na trawie na Igrzyskach Pacyfiku w Apii. W turnieju udział brały tylko kobiety.

## Rezultaty końcowe
- 1. Fidżi
- 2. Papua-Nowa Gwinea
- 3. Samoa
- 4. Tonga

## Tabela medalowa
| Lp. | Państwo | Medal |
| --- | --- | ----- |
| 1   | Fidżi Jacquiline Whippy, Rita Florian, Maxine Browne, Adikoula I Kabakoro, Ana F Ah Yuk, Lucretia Smith, Thomasina Ah Ben, Emi Nawaqakuta, Catherine Thaggard, Katatina Vuetinaigani, Unaisi Rokoura,El-Jamine Singh, Sarote Nakaora, Tami Griffiths, Maria Taylor, Vikatoria Nakaora, Neini Narokolevu, Rita Taito |       |
| 2   | Papua-Nowa Gwinea Lydia Ali, Doseena Boga, Roslynne Boga, Theresa Boga, Vagi Boga, Tuana Chapman, Wendie M Evans, Marion Genia, Rose Gerari, Mary Hebei, Piwen Kanamon, Theresa Kanamon, Seinimillie Nou, Ruby Kisapai, Damares Magalu, Louisa Magalu, Catherine Tkatchenko, Pollie Togarewa                        |       |
| 3   | Samoa Maria Etei, Peta M Teo, Dora Vaeau, Vito Tuiletufuga, Miti S Falasii, Sina Mualia, Saitoria Hanipale, Piuiki T Matautia, Sina Ah Poe, Taramara Talauta, Lelava Laupepa, Elisa Kolhase, Leitu Malu, Sisa Laupepa, Saimeamafu A Toafa, Georgina Anderson,Mu S Laupepa, Doreen Pese                              |       |